# German z Paryża
German z Paryża (ur. ok. 496 niedaleko Autun we Francji, zm. 28 maja 576 w Paryżu) – 20. biskup Paryża, święty Kościoła katolickiego i prawosławnego.

## Życiorys
German przez piętnaście lat przebywał w Laizu u swego krewnego Skopillona, prawdopodobnie prowadząc życie na wpół pustelnicze. 
Święcenia kapłańskie otrzymał z rąk biskupa Autun, Agrypina, który uczynił Germana przełożonym w klasztorze św. Symforiusza (Abbay Saint-Symphorien) na przedmieściach Autunu. Gdy z energią chciał przywrócić dyscyplinę, mnisi podnieśli bunt. Około 555 roku German przeniósł się do Paryża. Król Childebert I mianował go biskupem Paryża. Mimo to German nadal wiódł życie skromne i surowe.
Jego przykład i nauki sprawiały, iż wielu grzeszników wracało na łono Kościoła, nawet król przestał poświęcać się wyłącznie sprawom ziemskim i stał się dobroczyńcą biednych, zakładając wiele fundacji dobroczynnych. Św. German w swoim paryskim Kościele założył benedyktyński klasztor, zwany obecnie Saint-Germain-des-Pres, przy którym później został pochowany.

## Kult
Około 660 roku jego grobowiec dekorował św. Eligiusz, natomiast w 754 król Franków Pepin Krótki uczestniczył w uroczystej translacji relikwii.

## Patronat
Święty German jest patronem więźniów i muzyki, jest orędownikiem od ognia i gorączki.

## Dzień obchodów
Wspomnienie liturgiczne w Kościele katolickim obchodzone jest 28 maja, natomiast w Paryżu 1 października i 25 lipca.
Kult w Cerkwi prawosławnej nie jest tak rozpowszechniony. Wyznawcy prawosławia wspominają Świętego 28 maja/10 czerwca, tj. 10 czerwca według kalendarza gregoriańskiego.